# 長鰭擬鱸
長鰭擬鱸，為輻鰭魚綱鱸形目鱷鱚亞目虎鱚科的其中一種。

## 分布
本魚分布於西太平洋區，包括中國南海、泰國、印尼、馬來西亞、新加坡等海域。

## 特徵
本魚體近圓柱形，身體上半部有7個暗色的條紋，條紋上具有3至4個深褐色斑點，體下側有一個大的暗色斑塊。在尾鰭基底有2個小的深褐色斑點。背鰭軟條部延長呈絲狀，背鰭硬棘4至5枚；背鰭軟條20至24枚；臀鰭硬棘1枚；臀鰭軟條16至20枚，體長可達18公分。

## 生態
本魚棲息於泥底質海域，屬於底棲性肉食魚類，以小型無脊椎動物和小魚為食。

## 經濟利用
可食用，但多以下雜魚處理。